# Brdo
Brdo är ett berg i Tjeckien. Det ligger i regionen Zlín, i den östra delen av landet, 230 km öster om huvudstaden Prag. Toppen på Brdo är 581 meter över havet. Brdo ingår i Chřiby.
Terrängen runt Brdo är kuperad åt sydost, men åt nordväst är den platt. Brdo är den högsta punkten i trakten. Runt Brdo är det ganska glesbefolkat, med 47 invånare per kvadratkilometer. Närmaste större samhälle är Kroměříž, 15,4 km norr om Brdo. I omgivningarna runt Brdo växer i huvudsak blandskog.